# Трећа лига Црне Горе у фудбалу 2023/24 — Сјевер
Трећа лига Црне Горе у фудбалу 2023/24 — Сјевер, било је 18 такмичење у оквиру Треће лиге организовано од стране фудбалског савеза Црне Горе од оснивања 2006. и пето такмичење организовано након реорганизације Сјеверне регије у Удружење клубова Сјевер. То је једна од три регије трећег степена такмичења у Црној Гори у сезони 2023/24. поред регија Југ и Центар.
Првак регије Сјевер за сезону 2022/23. — Ибар, завршио је на последњем мјесту у баражу против побједника регије Југ — Ловћена и побједника регије Центар — Интернационала и остао је у регији Сјевер за сезону 2023/24.
У лиги је учествовало девет клубова, играло се трокружним бод системом, свако са сваким кући и на страни по једном, док су се домаћини за трећи круг одређивали на основу позиција на табели примјеном обрнутог Бергеровог система за девет клубова, а због непарног броја у сваком колу је био слободан по један клуб. Првак регије је на крају сезоне играо у баражу са првацима друге двије регије, гдје је свако са сваким играо по једну утакмицу, домаћини су одлучени жријебом, а двије најбоље екипе обезбиједиле су пласман у Другу лигу.
Титулу је освојио Ибар, 15 бодова испред ОФК Борца, остваривши све побједе у сезони. У баражу су све три утакмице завршене неријешено, сваки клуб је остварио по побједу на пенале, али је Ибар испао због најмање датих голова. Пред почетак утакмице последњег кола баража, између Будве и Зете, једино је реми са најмање четири постигнута гола на утакмици и побједа Будве на пенале омогућавао да се и Будва и Зета пласирају у Другу лигу. Зета је водила на полувремену 3 : 0, Будва је изједначила, а касније побиједила на пенале, након чега се Ибар жалио да је утакмица намјештена. У јуну је Фудбалски савез Црне Горе вратио Будву и Зету у Трећу лигу, захваљујући чему се Ибар пласирао у Другу лигу.

## Клубови у сезони 2023/24.
| Клуб       | Мјесто      | Стадион              | Капацитет | Позиција у сезони 2022/23. |
| ---------- | ----------- | -------------------- | --------- | -------------------------- |
| Брсково    | Мојковац    | Стадион ФК Брсково   | 1.000     | 5                          |
| Гусиње     | Гусиње      | Градски стадион      | 3.000     | 8                          |
| Ибар       | Рожаје      | Стадион Банџово брдо | 2.500     | 1                          |
| Комови     | Андријевица | Стадион Прљаније     | 1.000     | 4                          |
| ОФК Борац  | Бијело Поље | Градски стадион      | 4.000     | 3                          |
| ОФК Гусиње | Гусиње      | Градски стадион      | 3.000     | 7                          |
| Петњица    | Петњица     | Стадион Гусаре       | 1.000     | 6                          |
| Пљевља     | Пљевља      | Градски стадион      | 10.000    | 2                          |
| Полимље    | Мурино      | Стадион у Мурину     | 100       | 9                          |

## Резултати

### Први и други круг
Домаћини су наведени у лијевој колони
|    | Екипа      | 1     | 2     | 3     | 4     | 5     | 6     | 7     | 8     | 9     |
| -- | ---------- | ----- | ----- | ----- | ----- | ----- | ----- | ----- | ----- | ----- |
| 1. | Брсково    | XXX   | 1 : 0 | 0 : 5 | 4 : 0 | 0 : 2 | 4 : 0 | 1 : 1 | 0 : 0 | 4 : 2 |
| 2. | Гусиње     | 1 : 4 | XXX   | 0 : 8 | 0 : 6 | 0 : 6 | 0 : 1 | 0 : 7 | 0 : 0 | 0 : 0 |
| 3. | Ибар       | 3 : 1 | 9 : 0 | XXX   | 6 : 0 | 3 : 0 | 5 : 0 | 3 : 0 | 5 : 0 | 8 : 1 |
| 4. | Комови     | 3 : 0 | 3 : 0 | 0 : 1 | XXX   | 1 : 2 | 1 : 1 | 6 : 2 | 1 : 1 | 1 : 1 |
| 5. | ОФК Борац  | 5 : 3 | 4 : 0 | 2 : 4 | 1 : 0 | XXX   | 6 : 1 | 5 : 0 | 2 : 1 | 5 : 0 |
| 6. | ОФК Гусиње | 1 : 2 | 2 : 0 | 0 : 6 | 3 : 0 | 0 : 3 | XXX   | 9 : 3 | 1 : 3 | 3 : 3 |
| 7. | Петњица    | 0 : 7 | 3 : 1 | 1 : 4 | 4 : 0 | 2 : 5 | 0 : 0 | XXX   | 0 : 2 | 2 : 2 |
| 8. | Пљевља     | 6 : 2 | 3 : 0 | 2 : 8 | 4 : 1 | 3 : 0 | 5 : 1 | 3 : 0 | XXX   | 4 : 0 |
| 9. | Полимље    | 2 : 5 | 5 : 0 | 2 : 3 | 1 : 2 | 2 : 3 | 3 : 1 | 1 : 1 | 1 : 7 | XXX   |

### Трећи круг
Домаћини су наведени у лијевој колони.
|    | Екипа      | 1     | 2     | 3     | 4     | 5     | 6     | 7     | 8     | 9     |
| -- | ---------- | ----- | ----- | ----- | ----- | ----- | ----- | ----- | ----- | ----- |
| 1. | Брсково    | XXX   | 6 : 2 |       | 1 : 2 | 0 : 1 |       | 6 : 2 |       |       |
| 2. | Гусиње     |       | XXX   | 0 : 5 | 0 : 1 |       |       | 1 : 1 | 3 : 2 |       |
| 3. | Ибар       | 8 : 0 |       | XXX   |       | 5 : 1 | 8 : 0 |       |       | 6 : 0 |
| 4. | Комови     |       |       | 1 : 2 | XXX   |       | 0 : 0 |       | 0 : 1 | 3 : 0 |
| 5. | ОФК Борац  |       | 5 : 1 |       | 1 : 2 | XXX   |       | 1 : 0 | 4 : 3 |       |
| 6. | ОФК Гусиње | 3 : 0 | 3 : 0 |       |       | 2 : 4 | XXX   | 3 : 1 |       |       |
| 7. | Петњица    |       |       | 0 : 4 | 4 : 1 |       |       | XXX   | 1 : 2 | 4 : 0 |
| 8. | Пљевља     | 1 : 3 |       | 0 : 3 |       |       | 3 : 0 |       | XXX   | 3 : 0 |
| 9. | Полимље    | 4 : 2 | 6 : 2 |       |       | 0 : 6 | 2 : 1 |       |       | XXX   |

## Резултати по колима
| 1. коло, 3—4. 9. 2023.   |       |
| Полимље - Ибар           | 2 : 3 |
| Комови - ОФК Борац       | 1 : 2 |
| ОФК Гусиње - Петњица     | 9 : 3 |
| Брсково - Пљевља         | 0 : 0 |
| Гусиње је било слободно. |       |

| 2. коло, 9—11. 9. 2023. |       |
| Пљевља - Полимље        | 4 : 0 |
| Петњица - Брсково       | 0 : 7 |
| Гусиње - Комови         | 0 : 6 |
| ОФК Борац - ОФК Гусиње  | 6 : 1 |
| Ибар је био слободан.   |       |

| 3. коло, 14—15. 9. 2023. |       |
| Полимље - Петњица        | 1 : 1 |
| Ибар - Пљевља            | 5 : 0 |
| ОФК Гусиње - Гусиње      | 2 : 0 |
| Брсково - ОФК Борац      | 0 : 2 |
| Комови су били слободни. |       |

| 4. коло, 17—18. 9. 2023. |       |
| ОФК Борац - Полимље      | 5 : 0 |
| Петњица - Ибар           | 1 : 4 |
| Комови - ОФК Гусиње      | 1 : 1 |
| Гусиње - Брсково         | 1 : 4 |
| Пљевља су била слободна. |       |

| 5. коло, 23—25. 9. 2023.     |       |
| Пљевља - Петњица             | 3 : 0 |
| Полимље - Гусиње             | 5 : 0 |
| Ибар - ОФК Борац             | 3 : 0 |
| Брсково - Комови             | 4 : 0 |
| ОФК Гусиње је било слободно. |       |

| 6. коло, 1—2. 10. 2023.   |       |
| Гусиње - Ибар             | 0 : 8 |
| Комови - Полимље          | 1 : 1 |
| ОФК Гусиње - Брсково      | 1 : 2 |
| ОФК Борац - Пљевља        | 2 : 1 |
| Петњица је била слободна. |       |

| 7. коло, 7—8. 10. 2023.   |       |
| Полимље - ОФК Гусиње      | 3 : 1 |
| Ибар - Комови             | 6 : 0 |
| Пљевља - Гусиње           | 3 : 0 |
| Петњица - ОФК Борац       | 2 : 5 |
| Брсково је било слободно. |       |

| 8. коло, 12. 10. 2023.     |                      |
| ОФК Гусиње - Ибар          | 0 : 6                |
| Гусиње - Петњица           | 0 : 7                |
| Комови - Пљевља            | 1 : 1 (21. 3. 2024.) |
| Брсково - Полимље          | 4 : 2 (21. 3. 2024.) |
| ОФК Борац је био слободан. |                      |

| 9. коло, 15. 10. 2023.    |       |
| Пљевља - ОФК Гусиње       | 5 : 1 |
| Петњица - Комови          | 4 : 0 |
| ОФК Борац - Гусиње        | 4 : 0 |
| Ибар - Брсково            | 3 : 1 |
| Полимље је било слободно. |       |

| 10. коло, 22—23. 10. 2023. |       |
| Ибар - Полимље             | 8 : 1 |
| Пљевља - Брсково           | 6 : 2 |
| ОФК Борац - Комови         | 1 : 0 |
| Петњица - ОФК Гусиње       | 0 : 0 |
| Гусиње је било слободно.   |       |

| 11. коло, 29—30. 10. 2023. |       |
| ОФК Гусиње - ОФК Борац     | 0 : 3 |
| Комови - Гусиње            | 3 : 0 |
| Полимље - Пљевља           | 1 : 7 |
| Брсково - Петњица          | 1 : 1 |
| Ибар је био слободан.      |       |

| 12. коло, 5—7. 11. 2023. |                     |
| Петњица - Полимље        | 2 : 2               |
| Пљевља - Ибар            | 2 : 8               |
| Гусиње - ОФК Гусиње      | 0 : 1               |
| ОФК Борац - Брсково      | 5 : 3 (5. 12. 2023) |
| Комови су били слободни. |                     |

| 13. коло, 8—12. 11. 2023. |       |
| Ибар - Петњица            | 3 : 0 |
| ОФК Гусиње - Комови       | 3 : 0 |
| Брсково - Гусиње          | 1 : 0 |
| Полимље - ОФК Борац       | 2 : 3 |
| Пљевља су била слободна.  |       |

| 14. коло, 19. 11. 2023.      |                      |
| ОФК Борац - Ибар             | 2 : 4                |
| Комови - Брсково             | 3 : 0                |
| Петњица - Пљевља             | 0 : 2 (3. 12. 2023.) |
| Гусиње - Полимље             | 0 : 0 (20. 3. 2024.) |
| ОФК Гусиње је било слободно. |                      |

| 15. коло, 24—25. 3. 2024. |       |
| Пљевља - ОФК Борац        | 3 : 0 |
| Ибар - Гусиње             | 9 : 0 |
| Полимље - Комови          | 1 : 2 |
| Брсково - ОФК Гусиње      | 4 : 0 |
| Петњица је била слободна. |       |

| 16. коло, 28—29. 3. 2024. |                     |
| Комови - Ибар             | 0 : 1               |
| ОФК Борац - Петњица       | 5 : 2               |
| Гусиње - Пљевља           | 0 : 0               |
| ОФК Гусиње - Полимље      | 3 : 3 (3. 4. 2024.) |
| Брсково је било слободно. |                     |

| 17. коло, 31. 3. 2024.     |       |
| Ибар - ОФК Гусиње          | 5 : 0 |
| Полимље - Брсково          | 2 : 5 |
| Петњица - Гусиње           | 3 : 1 |
| Пљевља - Комови            | 4 : 1 |
| ОФК Борац је био слободан. |       |

| 18. коло, 6—8. 4. 2024.   |       |
| Комови - Петњица          | 6 : 2 |
| ОФК Гусиње - Пљевља       | 1 : 3 |
| Гусиње - ОФК Борац        | 0 : 6 |
| Брсково - Ибар            | 0 : 5 |
| Полимље је било слободно. |       |

| 19. коло, 13—15. 4. 2024. |       |
| Полимље - ОФК Борац       | 0 : 6 |
| Гусиње - Ибар             | 0 : 5 |
| Петњица - Пљевља          | 1 : 2 |
| ОФК Гусиње - Брсково      | 3 : 0 |
| Комови су били слободни.  |       |

| 20. коло, 17—18. 4. 2024. |       |
| ОФК Борац - Петњица       | 1 : 0 |
| Пљевља - ОФК Гусиње       | 3 : 0 |
| Брсково - Комови          | 1 : 2 |
| Ибар - Полимље            | 6 : 0 |
| Гусиње је било слободно.  |       |

| 21. коло, 21—23. 4. 2024. |       |
| Петњица - Ибар            | 0 : 4 |
| Комови - Пљевља           | 0 : 1 |
| ОФК Гусиње - ОФК Борац    | 2 : 4 |
| Полимље- Гусиње           | 6 : 2 |
| Брсково је било слободно. |       |

| 22. коло, 25. 4. 2024.    |                      |
| Ибар - ОФК Гусиње         | 8 : 0                |
| ОФК Борац - Комови        | 1 : 2                |
| Гусиње - Петњица          | 1 : 1                |
| Пљевља - Брсково          | 1 : 3 (19. 5. 2024.) |
| Полимље је било слободно. |                      |

| 23. коло, 28—29. 4. 2024. |       |
| Комови - Ибар             | 1 : 2 |
| Петњица - Полимље         | 4 : 0 |
| ОФК Гусиње - Гусиње       | 3 : 0 |
| Брсково - ОФК Борац       | 0 : 1 |
| Пљевља су била слободна.  |       |

| 24. коло, 4—6. 5. 2024.   |       |
| Полимље - ОФК Гусиње      | 2 : 1 |
| ОФК Борац - Пљевља        | 4 : 3 |
| Гусиње - Комови           | 0 : 1 |
| Ибар - Брсково            | 8 : 0 |
| Петњица је била слободна. |       |

| 25. коло, 9—10. 5. 2024.   |       |
| Пљевља - Ибар              | 0 : 3 |
| Брсково - Гусиње           | 6 : 2 |
| Комови - Полимље           | 3 : 0 |
| ОФК Гусиње - Петњица       | 3 : 1 |
| ОФК Борац је био слободан. |       |

| 26. коло, 11—13. 5. 2024.    |       |
| Полимље - Брсково            | 4 : 2 |
| Ибар - ОФК Борац             | 5 : 1 |
| Петњица - Комови             | 4 : 1 |
| Гусиње - Пљевља              | 3 : 2 |
| ОФК Гусиње је било слободно. |       |

| 27. коло, 15—16. 5. 2024. |       |
| ОФК Борац - Гусиње        | 5 : 1 |
| Пљевља - Полимље          | 3 : 0 |
| Брсково - Петњица         | 6 : 2 |
| Комови - ОФК Гусиње       | 0 : 0 |
| Ибар је био слободан.     |       |

Легенда:
 Дерби мечеви
- - Службени резултат.

## Детаљни извјештај

### 1. коло
| Полимље                                    | 2 : 3 | Ибар                                                               |
| ------------------------------------------ | ----- | ------------------------------------------------------------------ |
| Милош Шћекић 19’ · Ервин Барјактаревић 63’ |       | Ајсел Мурић 16’ · Муслија Јуковић 54’ · Муслија Јуковић 88’ (пен.) |

| Комови              | 1 : 2 | ОФК Борац                      |
| ------------------- | ----- | ------------------------------ |
| Милосав Делетић 80’ |       | Ален Пољак 6’ · Ален Пољак 88’ |

| ОФК Гусиње | 9 : 3 | Петњица                                                      |
| --- | ----- | ------------------------------------------------------------ |
| Дино Муламекић 9’ · Луан Кукај 23’ · Луан Кукај 34’ · Џенис Фератовић 36’ · Дино Муламекић 56’ · Џенис Фератовић 60’ · Џенис Фератовић 70’ · Сенид Вучетовић 86’ · Енвер Радончић 90’ |       | Дино Адровић 49’ · Здравко Дабетић 65’ · Бојан Јокановић 76’ |

| Брсково | 0 : 0 | Пљевља |
| ------- | ----- | ------ |
|         |       |        |

### 2. коло
| Пљевља                                                                                      | 4 : 0 | Полимље |
| ------------------------------------------------------------------------------------------- | ----- | ------- |
| Хироки Мацумото 15’ · Марко Крстонијевић 23’ · Данијел Боричић 30’ · Марко Крстонијевић 38’ |       |         |

| Петњица | 0 : 7 | Брсково |
| ------- | ----- | --- |
|         |       | Армен Бошњак 18’ · Никола Вујисић 23’ · Бане Булатовић 36’ · Бане Булатовић 37’ · Бане Булатовић 42’ · Никола Вујисић 75’ · Павле Секулић 88’ |

| Гусиње | 0 : 6 | Комови |
| ------ | ----- | --- |
|        |       | Лазар Бојовић 19’ · Слободан Рачић 27’ · Филип Ћеранић 52’ · Филип Губеринић 58’ · Мерил Мусић 67’ · Милић Лабовић 79’ |

| ОФК Борац                                                                                 | 6 : 1 | ОФК Гусиње         |
| ----------------------------------------------------------------------------------------- | ----- | ------------------ |
| Ален Пољак 4’ · Ален Пољак 33’ · Ален Пољак 51’ · Видоје Средојевић 71’ · Тарик Чикић 89’ |       | Дино Муламекић 43’ |

### 3. коло
| Полимље           | 1 : 1 | Петњица                 |
| ----------------- | ----- | ----------------------- |
| Никола Томовић 2’ |       | Дино Адровић 58’ (пен.) |

| Ибар                                                                                        | 5 : 0 | Пљевља |
| ------------------------------------------------------------------------------------------- | ----- | ------ |
| Јакуб Фазлић 1’ · Медо Јуковић 11’ · Медо Јуковић 32’ · Медо Јуковић 36’ · Јусуф Фазлић 62’ |       |        |

| ОФК Гусиње                              | 2 : 0 | Гусиње |
| --------------------------------------- | ----- | ------ |
| Дино Муламекић 55’ · Дино Муламекић 87’ |       |        |

| Брсково | 0 : 2 | ОФК Борац                             |
| ------- | ----- | ------------------------------------- |
|         |       | Лука Ралевић 20’ · Бранко Вуковић 38’ |

### 4. коло
| ОФК Борац                                                                                                | 5 : 0 | Полимље |
| --- | ----- | ------- |
| Стефан Цвијовић 19’ · Алдем Рамовић 22’ · Ален Пољак 25’ · Видоје Средојевић 60’ · Александар Маџгаљ 90’ |       |         |

| Петњица          | 1 : 4 | Ибар                                                                     |
| ---------------- | ----- | ------------------------------------------------------------------------ |
| Дино Адровић 18’ |       | Медо Јуковић 38’ · Медо Јуковић 46’ · Медо Јуковић 59’ · Дарис Клица 63’ |

| Комови              | 1 : 1 | ОФК Гусиње          |
| ------------------- | ----- | ------------------- |
| Милосав Делетић 50’ |       | Јасмин Радончић 86’ |

| Гусиње            | 1 : 4 | Брсково                                                                           |
| ----------------- | ----- | --------------------------------------------------------------------------------- |
| Денијал Чекић 73’ |       | Данило Љиљанић 19’ · Данило Љиљанић 22’ · Бане Булатовић 35’ · Бане Булатовић 69’ |

### 5. коло
| Пљевља | 3 : 0 | Петњица |
| ------ | ----- | ------- |
|        |       |         |

| Полимље                                                                                                | 5 : 0 | Гусиње |
| --- | ----- | ------ |
| Стефан Ћулафић 5’ · Милош Шћекић 12’ · Момчило Ћулафић 33’ · Стефан Ћулафић 50’ · Небојша Премовић 61’ |       |        |

| Ибар                                                   | 3 : 0 | ОФК Борац |
| ------------------------------------------------------ | ----- | --------- |
| Мирзет Мурић 37’ · Медо Јуковић 53’ · Јакуб Фазлић 56’ |       |           |

| Брсково                                                                              | 4 : 0 | Комови |
| ------------------------------------------------------------------------------------ | ----- | ------ |
| Данило Љиљанић 31’ · Бане Булатовић 48’ · Борислав Раковић 65’ · Тодор Шекуларац 74’ |       |        |

### 6. коло
| Гусиње | 0 : 8 | Ибар |
| ------ | ----- | --- |
|        |       | Јакуб Фазлић 3’ · Медо Јуковић 6’ · Мирзет Мурић 15’ · Медо Јуковић 19’ · Белмин Куч 24’ · Медо Јуковић 27’ · Исмар Хоџић 45’ · Јусуф Фазлић 76’ |

| Комови            | 1 : 1 | Полимље           |
| ----------------- | ----- | ----------------- |
| Славен Шошкић 70’ |       | Марко Болевић 35’ |

| ОФК Гусиње          | 1 : 2 | Брсково                                      |
| ------------------- | ----- | -------------------------------------------- |
| Адел Дамјановић 80’ |       | Армен Бошњак 49’ (пен.) · Никола Вујисић 86’ |

| ОФК Борац                          | 2 : 1 | Пљевља            |
| ---------------------------------- | ----- | ----------------- |
| Ален Пољак 29’ · Тарик Чикић 90+5’ |       | Миодраг Ђукић 73’ |

### 7. коло
| Полимље                                                   | 3 : 1 | ОФК Гусиње     |
| --------------------------------------------------------- | ----- | -------------- |
| Саша Лабан 19’ · Велимир Коматина 50’ · Менал Малезић 63’ |       | Луан Кукај 45’ |

| Ибар | 6 : 0 | Комови |
| --- | ----- | ------ |
| Муслија Јуковић 32’ (пен.) · Риад Бралић 54’ · Медо Јуковић 68’ · Медо Јуковић 77’ · Медо Јуковић 85’ · Медо Јуковић 87’ |       |        |

| Пљевља | 3 : 0 | Гусиње |
| ------ | ----- | ------ |
|        |       |        |

| Петњица                             | 2 : 5 | ОФК Борац                                                                                |
| ----------------------------------- | ----- | ---------------------------------------------------------------------------------------- |
| Дино Адровић 11’ · Ерис Бабачић 28’ |       | Лука Ралевић 37’ · Лука Ралевић 67’ · Лука Ралевић 79’ · Ален Пољак 71’ · Ален Пољак 81’ |

### 8. коло
| ОФК Гусиње | 0 : 6 | Ибар |
| ---------- | ----- | --- |
|            |       | Риад Бралић 28’ · Јакуб Фазлић 42’ · Риад Бралић 43’ · Ајсел Мурић 51’ · Медо Јуковић 71’ · Медо Јуковић 73’ |

| Гусиње | 0 : 7 | Петњица |
| ------ | ----- | --- |
|        |       | Леон Хоџић 15’ · Петар Киселовски 18’ · Бојан Јокановић 20’ · Мерсид Аговић 23’ · Бојан Јокановић 26’ · Бојан Јокановић 48’ · Бојан Јокановић 56’ |

| Комови                 | 1 : 1 | Пљевља                 |
| ---------------------- | ----- | ---------------------- |
| Мерил Мусић 24’ (пен.) |       | Марко Крстонијевић 26’ |

| Брсково                                                                      | 4 : 2 | Полимље                               |
| ---------------------------------------------------------------------------- | ----- | ------------------------------------- |
| Трифун Фуштић 27’ · Павле Секулић 68’ · Марко Зејак 74’ · Никола Вујисић 78’ |       | Милован Миловић 27’ · Петар Катић 54’ |

### 9. коло
| Пљевља                                                                                         | 5 : 1 | ОФК Гусиње         |
| ---------------------------------------------------------------------------------------------- | ----- | ------------------ |
| Лука Шофранац 24’ · Лука Шофранац 40’ · Лазар Чепић 61’ · Татсуја Инуе 87’ · Кенан Шуловић 90’ |       | Дино Муламекић 42’ |

| Петњица                                                                 | 4 : 0 | Комови |
| ----------------------------------------------------------------------- | ----- | ------ |
| Мелид Аговић 12’ · Леон Хоџић 16’ · Дино Адровић 40’ · Ерис Бабачић 61’ |       |        |

| ОФК Борац                                                                         | 4 : 0 | Гусиње |
| --------------------------------------------------------------------------------- | ----- | ------ |
| Алден Рамовић 3’ · Лука Ралевић 7’ · Асмир Зејниловић 76’ · Александар Маџгаљ 89’ |       |        |

| Ибар                                                                 | 3 : 1 | Брсково               |
| -------------------------------------------------------------------- | ----- | --------------------- |
| Муслија Јуковић 70’ (пен.) · Медо Јуковић 90+1’ · Мирзет Мурић 90+6’ |       | Јанко Вукадиновић 27’ |

### 10. коло
| Ибар | 8 : 1 | Полимље          |
| --- | ----- | ---------------- |
| Исмар Хоџић 10’ · Медо Јуковић 12’ · Белмин Куч 14’ (пен.) · Исмар Хоџић 30’ · Исмар Хоџић 64’ · Медо Јуковић 66’ · Јусуф Фазлић 69’ · Исмар Хоџић 74’ |       | Петар Томовић 6’ |

| Пљевља | 6 : 2 | Брсково                                 |
| --- | ----- | --------------------------------------- |
| Марко Крстонијевић 11’ · Лука Шофранац 12’ · Марко Крстонијевић 26’ · Ервин Цигуљин 33’ · Татсуја Инуе 71’ · Лука Шофранац 88’ |       | Никола Васовић 61’ · Никола Вујисић 81’ |

| ОФК Борац       | 1 : 0 | Комови |
| --------------- | ----- | ------ |
| Адис Баховић 2’ |       |        |

| Петњица | 0 : 0 | ОФК Гусиње |
| ------- | ----- | ---------- |
|         |       |            |

### 11. коло
| ОФК Гусиње | 0 : 3 | ОФК Борац |
| ---------- | ----- | --------- |
|            |       |           |

| Комови                                                       | 3 : 0 | Гусиње |
| ------------------------------------------------------------ | ----- | ------ |
| Милић Лабовић 6’ · Милосав Делетић 56’ · Милосав Делетић 58’ |       |        |

| Полимље             | 1 : 7 | Пљевља |
| ------------------- | ----- | --- |
| Немања Стешевић 35’ |       | Хироки Мацумото 22’ · Миодраг Ђукић 25’ · Миодраг Ђукић 26’ · Хироки Мацумото 31’ · Марко Крстонијевић 44’ · Марко Крстонијевић 65’ · Миодраг Ђукић 72’ |

| Брсково                   | 1 : 1 | Петњица             |
| ------------------------- | ----- | ------------------- |
| Данило Љиљанић 34’ (пен.) |       | Денис Муратовић 17’ |

### 12. коло
| Петњица                           | 2 : 2 | Полимље                                |
| --------------------------------- | ----- | -------------------------------------- |
| Леон Хоџић 26’ · Емил Адровић 83’ |       | Стефан Ћулафић 34’ · Дарко Вучетић 41’ |

| Пљевља                               | 2 : 8 | Ибар |
| ------------------------------------ | ----- | --- |
| Лука Шофранац 70’ · Стефан Росић 76’ |       | Јусуф Фазлић 3’ · Муслија Јуковић 14’ (пен.) · Ајсел Мурић 17’ · Медо Јуковић 28’ · Јусуф Фазлић 47’ · Михаило Губеринић 51’ · Медо Јуковић 67’ · Муслија Јуковић 76’ |

| Гусиње | 0 : 1 | ОФК Гусиње     |
| ------ | ----- | -------------- |
|        |       | Луан Кукај 87’ |

| ОФК Борац                                                                                | 5 : 3 | Брсково                                                          |
| ---------------------------------------------------------------------------------------- | ----- | ---------------------------------------------------------------- |
| Ален Пољак 9’ · Ален Пољак 13’ · Ален Пољак 50’ · Александар Маџгаљ 61’ · Ален Пољак 69’ |       | Данило Љиљанић 34’ · Бане Булатовић 37’ · Марко Зејак 72’ (пен.) |

### 13. коло
| Ибар                                                        | 3 : 0 | Петњица |
| ----------------------------------------------------------- | ----- | ------- |
| Медо Јуковић 67’ · Илхан Хоџић 72’ (пен.) · Исмар Хоџић 77’ |       |         |

| ОФК Гусиње | 3 : 0 | Комови |
| ---------- | ----- | ------ |
|            |       |        |

| Брсково          | 1 : 0 | Гусиње |
| ---------------- | ----- | ------ |
| Трифун Фуштић 6’ |       |        |

| Полимље                                            | 2 : 3 | ОФК Борац                                                             |
| -------------------------------------------------- | ----- | --------------------------------------------------------------------- |
| Никола Томовић 8’ (пен.) · Драгослав Вукићевић 10’ |       | Ален Пољак 19’ · Алден Рамовић 90+1’ · Александар Маџгаљ 90+3’ (пен.) |

### 14. коло
| ОФК Борац                               | 2 : 4 | Ибар                                                                          |
| --------------------------------------- | ----- | ----------------------------------------------------------------------------- |
| Александар Раковић 26’ · Ален Пољак 74’ |       | Дарис Клица 49’ · Медо Јуковић 50’ · Исмар Хоџић 80’ · Адис Баховић 89’ (аг.) |

| Комови | 3 : 0 | Брсково |
| ------ | ----- | ------- |
|        |       |         |

| Петњица | 0 : 2 | Пљевља                           |
| ------- | ----- | -------------------------------- |
|         |       | Лазар Чепић 55’ · Божо Тошић 59’ |

| Гусиње | 0 : 0 | Полимље |
| ------ | ----- | ------- |
|        |       |         |

### 15. коло
| Пљевља                                                      | 3 : 0 | ОФК Борац |
| ----------------------------------------------------------- | ----- | --------- |
| Лука Шофранац 41’ · Благоје Пејановић 45’ · Лазар Чепић 47’ |       |           |

| Ибар | 9 : 0 | Гусиње |
| --- | ----- | ------ |
| Еникс Кријешторац 2’ · Исмар Хоџић 5’ · Риад Бралић 31’ · Медо Јуковић 40’ · Вук Дапчевић 43’ · Мирзет Мурић 50’ · Тарик Чикић 65’ · Данис Сутовић 75’ · Илхан Хоџић 88’ |       |        |

| Полимље        | 1 : 2 | Комови                                    |
| -------------- | ----- | ----------------------------------------- |
| Саша Лабан 83’ |       | Филип Губеринић 62’ · Милосав Делетић 88’ |

| Брсково                                                                                | 4 : 0 | ОФК Гусиње |
| -------------------------------------------------------------------------------------- | ----- | ---------- |
| Никола Вујисић 30’ · Никола Вујисић 49’ (пен.) · Павле Секулић 61’ · Миодраг Ђукић 76’ |       |            |

### 16. коло
| Комови | 0 : 1 | Ибар         |
| ------ | ----- | ------------ |
|        |       | Мирза Хот 1’ |

| ОФК Борац                                                                              | 5 : 0 | Петњица |
| -------------------------------------------------------------------------------------- | ----- | ------- |
| Лука Ралевић 18’ · Лука Ралевић 20’ · Ален Пољак 56’ · Ален Пољак 61’ · Ален Пољак 79’ |       |         |

| Гусиње | 0 : 0 | Пљевља |
| ------ | ----- | ------ |
|        |       |        |

| ОФК Гусиње                                              | 3 : 3 | Полимље                                                                |
| ------------------------------------------------------- | ----- | ---------------------------------------------------------------------- |
| Адил Муламекић 27’ · Луан Кукај 65’ · Дрилон Ругова 67’ |       | Дрилон Ругова 33’ (аг.) · Милош Оташевић 77’ · Миливоје Михаиловић 84’ |

### 17. коло
| Ибар | 5 : 0 | ОФК Гусиње |
| --- | ----- | ---------- |
| Никола Глобаревић 11’ · Муслија Јуковић 36’ · Вук Дапчевић 42’ · Никола Глобаревић 43’ · Илхан Хоџић 79’ |       |            |

| Полимље                                 | 2 : 5 | Брсково |
| --------------------------------------- | ----- | --- |
| Стефан Ћулафић 13’ · Милош Оташевић 49’ |       | Миодраг Ђукић 46’ · Андрија Станић 47’ · Никола Вујисић 70’ (пен.) · Миодраг Ђукић 89’ · Миодраг Ђукић 90+3’ |

| Петњица                                                | 3 : 1 | Гусиње         |
| ------------------------------------------------------ | ----- | -------------- |
| Мелид Аговић 20’ · Ерис Бабачић 37’ · Мерван Ћеман 54’ |       | Маид Чекић 89’ |

| Пљевља                                                                                           | 4 : 1 | Комови              |
| ------------------------------------------------------------------------------------------------ | ----- | ------------------- |
| Благоје Пејановић 19’ · Благоје Пејановић 43’ · Марко Крстонијевић 65’ (пен.) · Иван Пуповић 90’ |       | Далибор Дробњак 65’ |

### 18. коло
| Комови | 6 : 2 | Петњица                              |
| --- | ----- | ------------------------------------ |
| Бранко Лабовић 25’ · Бранко Лабовић 36’ · Слободан Бакић 48’ · Милосав Делетић 59’ · Филип Губеринић 76’ · Филип Губеринић 85’ |       | Ерис Бабачић 33’ · Мерсид Аговић 37’ |

| ОФК Гусиње         | 1 : 3 | Пљевља                                               |
| ------------------ | ----- | ---------------------------------------------------- |
| Адетар Цакај 90+1’ |       | Урош Чепић 37’ · Филип Бајић 53’ · Лука Шофранац 82’ |

| Гусиње | 0 : 6 | ОФК Борац |
| ------ | ----- | --- |
|        |       | Алден Рамовић 20’ · Алден Рамовић 50’ · Александар Маџгаљ 66’ · Александар Маџгаљ 77’ (пен.) · Никола Аџић 80’ · Видоје Средојевић 85’ |

| Брсково | 0 : 5 | Ибар |
| ------- | ----- | --- |
|         |       | Дино Адровић 3’ · Еникс Кријешторац 9’ · Никола Глобаревић 28’ · Еникс Кријешторац 31’ · Илхан Хоџић 83’ |

### 19. коло
| Полимље | 0 : 6 | ОФК Борац |
| ------- | ----- | --- |
|         |       | Александар Маџгаљ 12’ (пен.) · Видоје Средојевић 13’ · Адис Баховић 51’ · Демир Сијарић 60’ · Видоје Средојевић 71’ · Александар Раковић 73’ |

| Гусиње | 0 : 5 | Ибар                                                                                           |
| ------ | ----- | ---------------------------------------------------------------------------------------------- |
|        |       | Илхан Хоџић 28’ · Ајсел Мурић 31’ · Еникс Кријешторац 59’ · Раид Бралић 62’ · Медо Јуковић 76’ |

| Петњица               | 1 : 2 | Пљевља                                             |
| --------------------- | ----- | -------------------------------------------------- |
| Миро Кораћ 82’ (пен.) |       | Денис Муратовић 14’ (аг.) · Никола Војиновић 90+1’ |

| ОФК Гусиње                                                      | 3 : 0 | Брсково |
| --------------------------------------------------------------- | ----- | ------- |
| Дрилон Ругова 14’ · Мухамед Колашинац 24’ · Јасмин Радончић 50’ |       |         |

### 20. коло
| ОФК Борац        | 1 : 0 | Петњица |
| ---------------- | ----- | ------- |
| Адис Баховић 83’ |       |         |

| Пљевља | 3 : 0 | ОФК Гусиње |
| ------ | ----- | ---------- |
|        |       |            |

| Брсково         | 1 : 2 | Комови                              |
| --------------- | ----- | ----------------------------------- |
| Марко Зејак 66’ |       | Лазар Бојовић 2’ · Божо Радовић 73’ |

| Ибар | 6 : 0 | Полимље |
| --- | ----- | ------- |
| Еникс Кријешторац 10’ · Медо Јуковић 20’ · Вук Дапчевић 40’ · Муслија Јуковић 65’ · Исмар Хоџић 66’ · Муслија Јуковић 80’ |       |         |

### 21. коло
| Петњица | 0 : 4 | Ибар                                                                    |
| ------- | ----- | ----------------------------------------------------------------------- |
|         |       | Вук Дапчевић 45’ · Вук Дапчевић 65’ · Илхан Хоџић 71’ · Ајсел Мурић 79’ |

| Комови | 0 : 1 | Пљевља          |
| ------ | ----- | --------------- |
|        |       | Лазар Чепић 33’ |

| ОФК Гусиње                                      | 2 : 4 | ОФК Борац                                                                |
| ----------------------------------------------- | ----- | ------------------------------------------------------------------------ |
| Дино Муламекић 31’ · Јасмин Радончић 61’ (пен.) |       | Стефан Цвијовић 8’ · Лука Ралевић 9’ · Лука Ралевић 55’ · Ален Пољак 79’ |

| Полимље | 6 : 2 | Гусиње                                             |
| --- | ----- | -------------------------------------------------- |
| Драгослав Вукићевић 17’ (пен.) · Никола Томовић 39’ · Дарко Вучетић 63’ · Стефан Ћулафић 70’ · Лука Стијовић 73’ · Лука Стијовић 80’ |       | Џавид Дервишевић 59’ · Џавид Дервишевић 85’ (пен.) |

### 22. коло
| Ибар | 8 : 0 | ОФК Гусиње |
| --- | ----- | ---------- |
| Медо Јуковић 1’ · Никола Глобаревић 10’ · Медо Јуковић 28’ · Еникс Кријешторац 34’ · Еникс Кријешторац 48’ · Никола Глобаревић 65’ · Самед Пепић 67’ · Медо Јуковић 72’ |       |            |

| ОФК Борац           | 1 : 2 | Комови                                   |
| ------------------- | ----- | ---------------------------------------- |
| Стефан Цвијовић 27’ |       | Бранко Лабовић 21’ · Филип Губеринић 80’ |

| Гусиње              | 1 : 1 | Петњица             |
| ------------------- | ----- | ------------------- |
| Веселин Вујачић 80’ |       | Бојан Јокановић 24’ |

| Пљевља                | 1 : 3 | Брсково                                                         |
| --------------------- | ----- | --------------------------------------------------------------- |
| Божидар Пејановић 49’ |       | Данило Зиндовић 10’ · Данило Зиндовић 64’ · Данило Зиндовић 66’ |

### 23. коло
| Комови          | 1 : 2 | Ибар                                     |
| --------------- | ----- | ---------------------------------------- |
| Мерил Мусић 56’ |       | Вук Дапчевић 75’ · Никола Глобаревић 78’ |

| Петњица                                                                         | 4 : 0 | Полимље |
| ------------------------------------------------------------------------------- | ----- | ------- |
| Бојан Јокановић 55’ · Ерис Бабачић 58’ · Емил Адровић 65’ · Бојан Јокановић 74’ |       |         |

| ОФК Гусиње                                                        | 3 : 0 | Гусиње |
| ----------------------------------------------------------------- | ----- | ------ |
| Мухамед Хусеуновић 28’ · Адетар Цакај 73’ · Мухамед Колашинац 89’ |       |        |

| Брсково | 0 : 1 | ОФК Борац             |
| ------- | ----- | --------------------- |
|         |       | Александар Раковић 7’ |

### 24. коло
| Полимље                                        | 2 : 1 | ОФК Гусиње                 |
| ---------------------------------------------- | ----- | -------------------------- |
| Никола Томовић 48’ (пен.) · Стефан Ћулафић 74’ |       | Јасмин Радончић 14’ (пен.) |

| ОФК Борац                                                                    | 4 : 3 | Пљевља                                                             |
| ---------------------------------------------------------------------------- | ----- | ------------------------------------------------------------------ |
| Ален Пољак 24’ · Никола Аџић 37’ · Демир Сијарић 86’ · Стефан Цвијовић 90+2’ |       | Никола Војиновић 13’ · Никола Војиновић 59’ · Никола Војиновић 80’ |

| Гусиње | 0 : 1 | Комови            |
| ------ | ----- | ----------------- |
|        |       | Филип Ћеранић 45’ |

| Ибар | 8 : 0 | Брсково |
| --- | ----- | ------- |
| Риад Бралић 24’ · Медо Јуковић 31’ · Никола Глобаревић 41’ · Медо Јуковић 44’ · Риад Бралић 48’ · Мирзет Мурић 54’ · Медо Јуковић 69’ · Дарис Лубодер 71’ |       |         |

### 25. коло
| Пљевља | 0 : 3 | Ибар                                                      |
| ------ | ----- | --------------------------------------------------------- |
|        |       | Еникс Кријешторац 35’ · Тарик Чикић 85’ · Илхан Хоџић 89’ |

| Брсково | 6 : 2 | Гусиње                            |
| --- | ----- | --------------------------------- |
| Андрија Станић 23’ · Никола Вујисић 53’ · Марко Зејак 62’ · Андрија Станић 65’ · Данило Зиндовић 86’ · Бане Булатовић 88’ |       | Ерик Селимај 22’ · Маид Чекић 67’ |

| Комови                                                     | 3 : 0 | Полимље |
| ---------------------------------------------------------- | ----- | ------- |
| Бранко Лабовић 2’ · Бранко Лабовић 20’ · Филип Ћеранић 57’ |       |         |

| ОФК Гусиње                                                         | 3 : 1 | Петњица             |
| ------------------------------------------------------------------ | ----- | ------------------- |
| Алдин Пировић 30’ · Дрилон Ругова 59’ · Јасмин Радончић 89’ (пен.) |       | Бојан Јокановић 80’ |

### 26. коло
| Полимље                                                                             | 4 : 2 | Брсково                                       |
| ----------------------------------------------------------------------------------- | ----- | --------------------------------------------- |
| Петар Ђуришић 52’ · Петар Ђуришић 59’ · Стефан Ћулафић 76’ · Богољуб Коматина 90+3’ |       | Никола Вујисић 20’ · Миодраг Ђукић 61’ (пен.) |

| Ибар                                                                                             | 5 : 1 | ОФК Борац             |
| ------------------------------------------------------------------------------------------------ | ----- | --------------------- |
| Медо Јуковић 28’ · Муслија Јуковић 50’ (пен.) · Мирза Хот 61’ · Медо Јуковић 66’ · Мирза Хот 72’ |       | Видоје Средојевић 18’ |

| Петњица                                                                                   | 4 : 1 | Комови             |
| ----------------------------------------------------------------------------------------- | ----- | ------------------ |
| Денис Муратовић 18’ · Адел Адровић 61’ (пен.) · Бојан Јокановић 72’ · Бојан Јокановић 78’ |       | Бранко Лабовић 45’ |

| Гусиње                                                   | 3 : 2 | Пљевља                            |
| -------------------------------------------------------- | ----- | --------------------------------- |
| Ерик Селимај 56’ · Асмир Бајровић 60’ · Ерик Селимај 88’ |       | Никола Лончар 9’ · Урош Чепић 19’ |

### 27. коло
| ОФК Борац                                                                                            | 5 : 1 | Гусиње            |
| --- | ----- | ----------------- |
| Александар Маџгаљ 8’ · Милош Шћекић 27’ · Демир Сијарић 28’ · Александар Маџгаљ 33’ · Никола Куч 46’ |       | Денијал Чекић 69’ |

| Пљевља | 3 : 0 | Полимље |
| ------ | ----- | ------- |
|        |       |         |

| Брсково | 6 : 2 | Петњица                            |
| --- | ----- | ---------------------------------- |
| Андрија Станић 14’ · Данило Зиндовић 19’ · Миодраг Ђукић 39’ · Андрија Станић 51’ · Андрија Станић 76’ · Андрија Станић 78’ |       | Амер Аговић 73’ · Емил Адровић 86’ |

| Комови | 0 : 0 | ОФК Гусиње |
| ------ | ----- | ---------- |
|        |       |            |

## Табела и статистика
| Мјесто | Екипа      | Играно | Побједа | Неријешено | Изгубио | Дао гол. | При. гол. | Гол-разлика | Бодови | Напомене            |
| ------ | ---------- | ------ | ------- | ---------- | ------- | -------- | --------- | ----------- | ------ | ------------------- |
| 1.     | Ибар       | 24     | 24      | 0          | 0       | 122      | 11        | +111        | 72     | Бараж за Другу лигу |
| 2.     | ОФК Борац  | 24     | 19      | 0          | 5       | 74       | 33        | +41         | 57     |                     |
| 3.     | Пљевља     | 24     | 14      | 3          | 7       | 59       | 36        | +23         | 45     |                     |
| 4.     | Брсково    | 24     | 11      | 2          | 11      | 56       | 54        | +2          | 34     | (-1)                |
| 5.     | Комови     | 24     | 9       | 4          | 11      | 35       | 40        | -5          | 30     | (-1)                |
| 6.     | ОФК Гусиње | 24     | 7       | 4          | 13      | 36       | 62        | -26         | 23     | (-2)                |
| 7.     | Петњица    | 24     | 5       | 5          | 14      | 39       | 67        | -28         | 19     | (-1)                |
| 8.     | Полимље    | 24     | 5       | 5          | 4       | 38       | 76        | -38         | 19     | (-1)                |
| 9.     | Гусиње     | 24     | 1       | 3          | 20      | 11       | 91        | -80         | 5      | (-1)                |

- Ибар иде у бараж за пласман у Другу лигу;
- Брсково -1 бод;
- Комови -1 бод;
- ОФК Гусиње -2 бода;
- Петњица -1 бод;
- Полимље -1 бод;
- Гусиње -1 бод;

| Првак Треће лиге Црне Горе — Сјевер |
| ----------------------------------- |
| Ибар 4. Титула                      |

### Позиције на табели по колима
|    | Екипа      | 1 | 2 | 3 | 4 | 5 | 6 | 7 | 8 | 9 | 10 | 11 | 12 | 13 | 14 | 15 | 16 | 17 | 18 | 19 | 20 | 21 | 22 | 23 | 24 | 25 | 26 | 27 |
| -- | ---------- | - | - | - | - | - | - | - | - | - | -- | -- | -- | -- | -- | -- | -- | -- | -- | -- | -- | -- | -- | -- | -- | -- | -- | -- |
| 1. | Брсково    | 5 | 3 | 5 | 4 | 4 | 3 | 3 | 3 | 3 | 3  | 3  | 4  | 4  | 3  | 4  | 4  | 4  | 4  | 4  | 4  | 4  | 4  | 4  | 4  | 4  | 4  | 4  |
| 2. | Гусиње     | 9 | 9 | 9 | 9 | 9 | 9 | 9 | 9 | 9 | 9  | 9  | 9  | 9  | 9  | 9  | 9  | 9  | 9  | 9  | 9  | 9  | 9  | 9  | 9  | 9  | 9  | 9  |
| 3. | Ибар       | 2 | 4 | 2 | 2 | 1 | 1 | 1 | 1 | 1 | 1  | 1  | 1  | 1  | 1  | 1  | 1  | 1  | 1  | 1  | 1  | 1  | 1  | 1  | 1  | 1  | 1  | 1  |
| 4. | Комови     | 6 | 6 | 6 | 6 | 6 | 6 | 7 | 7 | 8 | 8  | 7  | 8  | 8  | 6  | 5  | 5  | 5  | 5  | 5  | 5  | 5  | 5  | 5  | 5  | 5  | 5  | 5  |
| 5. | ОФК Борац  | 3 | 1 | 1 | 1 | 2 | 2 | 2 | 2 | 2 | 2  | 2  | 2  | 2  | 2  | 2  | 2  | 2  | 2  | 2  | 2  | 2  | 2  | 2  | 2  | 2  | 2  | 2  |
| 6. | ОФК Гусиње | 1 | 5 | 3 | 3 | 4 | 4 | 6 | 6 | 6 | 6  | 8  | 5  | 5  | 5  | 6  | 6  | 6  | 6  | 6  | 6  | 6  | 6  | 6  | 6  | 6  | 6  | 6  |
| 7. | Петњица    | 8 | 8 | 8 | 8 | 8 | 8 | 8 | 8 | 7 | 7  | 6  | 7  | 7  | 8  | 8  | 8  | 7  | 7  | 7  | 7  | 8  | 8  | 7  | 8  | 8  | 8  | 7  |
| 8. | Пљевља     | 4 | 2 | 4 | 5 | 5 | 5 | 4 | 4 | 4 | 4  | 3  | 3  | 4  | 3  | 3  | 3  | 3  | 3  | 3  | 3  | 3  | 3  | 3  | 3  | 3  | 3  | 3  |
| 9. | Полимље    | 7 | 7 | 7 | 7 | 7 | 7 | 5 | 5 | 5 | 5  | 5  | 6  | 6  | 7  | 7  | 7  | 8  | 8  | 8  | 8  | 7  | 7  | 8  | 7  | 7  | 7  | 8  |

### Домаћин - гост табела
| М  | Клуб            | Одиг. као домаћин | Поб. | Нер. | Пор. | ГД | ГП | ГР  | Бод. | Одиг. као гост | Поб. | Нер. | Пор. | ГД | ГП | ГР  | Бод. |
| -- | --------------- | ----------------- | ---- | ---- | ---- | -- | -- | --- | ---- | -------------- | ---- | ---- | ---- | -- | -- | --- | ---- |
| 1. | Ибар            | 12                | 12   | 0    | 0    | 69 | 3  | +66 | 36   | 12             | 12   | 0    | 0    | 53 | 8  | +45 | 33   |
| 2. | ОФК Борац       | 12                | 10   | 0    | 2    | 41 | 15 | +26 | 30   | 12             | 9    | 0    | 3    | 33 | 18 | +15 | 27   |
| 3. | Пљевља          | 12                | 9    | 0    | 3    | 37 | 18 | +19 | 27   | 12             | 5    | 3    | 4    | 22 | 18 | +4  | 18   |
| 4. | Брсково (-1)    | 12                | 6    | 2    | 4    | 27 | 17 | +10 | 20   | 12             | 5    | 0    | 7    | 29 | 37 | -8  | 15   |
| 5. | Комови (-1)     | 12                | 4    | 4    | 4    | 20 | 11 | +9  | 16   | 12             | 5    | 0    | 7    | 15 | 29 | -14 | 9    |
| 6. | ОФК Гусиње (-2) | 12                | 6    | 1    | 5    | 30 | 25 | +5  | 19   | 12             | 1    | 3    | 8    | 6  | 37 | -31 | 6    |
| 7. | Петњица (-1)    | 12                | 4    | 2    | 6    | 21 | 28 | -7  | 14   | 12             | 1    | 3    | 8    | 18 | 39 | -21 | 6    |
| 8. | Полимље (-1)    | 12                | 5    | 1    | 6    | 29 | 33 | -4  | 16   | 12             | 0    | 4    | 8    | 9  | 43 | -34 | 4    |
| 9. | Гусиње (-1)     | 12                | 1    | 3    | 8    | 5  | 41 | -36 | 6    | 12             | 0    | 0    | 12   | 6  | 50 | -44 | 4    |

## Листа стријелаца
| Позиција | Држава    | Играч               | Екипа             | Број голова | Голови из пенала |
| -------- | --------- | ------------------- | ----------------- | ----------- | ---------------- |
| 1.       | Црна Гора | Медо Јуковић        | Ибар              | 34          | 0                |
| 2.       | Црна Гора | Ален Пољак          | ОФК Борац         | 20          | 0                |
| 3.       | Црна Гора | Бојан Јокановић     | Петњица           | 11          | 0                |
| 4.       | Црна Гора | Миодраг Ђукић       | Пљевља Брсково    | 10          | 1                |
| 4.       | Црна Гора | Никола Вујисић      | Брсково           | 10          | 2                |
| 4.       | Црна Гора | Муслија Јуковић     | Ибар              | 10          | 5                |
| 4.       | Црна Гора | Лука Ралевић        | ОФК Борац         | 10          | 0                |
| 8.       | Црна Гора | Исмар Хоџић         | Ибар              | 9           | 0                |
| 9.       | Црна Гора | Бане Булатовић      | Брсково           | 8           | 0                |
| 9.       | Косово    | Еникс Кријешторац   | Ибар              | 8           | 0                |
| 9.       | Црна Гора | Александар Маџгаљ   | ОФК Борац         | 8           | 3                |
| 9.       | Црна Гора | Марко Крстонијевић  | Пљевља            | 8           | 1                |
| 13.      | Црна Гора | Андрија Станић      | Брсково           | 7           | 0                |
| 13.      | Црна Гора | Риад Бралић         | Ибар              | 7           | 0                |
| 13.      | Црна Гора | Никола Глобаревић   | Ибар              | 7           | 0                |
| 13.      | Црна Гора | Илхан Хоџић         | Ибар              | 7           | 1                |
| 13.      | Црна Гора | Видоје Средојевић   | ОФК Борац         | 7           | 0                |
| 13.      | Црна Гора | Дино Муламекић      | ОФК Гусиње        | 7           | 0                |
| 13.      | Црна Гора | Лука Шофранац       | Пљевља            | 7           | 0                |
| 13.      | Црна Гора | Стефан Ћулафић      | Полимље           | 7           | 0                |
| 21.      | Црна Гора | Дино Адровић        | Петњица Ибар[     | 6           | 1                |
| 21.      | Црна Гора | Вук Дапчевић        | Ибар              | 6           | 0                |
| 21.      | Црна Гора | Милосав Делетић     | Комови            | 6           | 0                |
| 21.      | Црна Гора | Филип Губеринић     | Комови            | 6           | 0                |
| 21.      | Црна Гора | Бранко Лабовић      | Комови            | 6           | 0                |
| 21.      | Црна Гора | Луан Кукај          | ОФК Гусиње        | 6           | 0                |
| 27.      | Црна Гора | Данило Љиљанић      | Брсково           | 5           | 1                |
| 27.      | Црна Гора | Данило Зиндовић     | Брсково           | 5           | 0                |
| 27.      | Црна Гора | Јусуф Фазлић        | Ибар              | 5           | 0                |
| 27.      | Црна Гора | Ајсел Мурић         | Ибар              | 5           | 0                |
| 27.      | Црна Гора | Мирзет Мурић        | Ибар              | 5           | 0                |
| 27.      | Црна Гора | Алден Рамовић       | ОФК Борац         | 5           | 0                |
| 27.      | Црна Гора | Јасмин Радончић     | ОФК Гусиње        | 5           | 3                |
| 27.      | Црна Гора | Ерис Бабачић        | Петњица           | 5           | 0                |
| 35.      | Црна Гора | Марко Зејак         | Брсково           | 4           | 1                |
| 35.      | Црна Гора | Тарик Чикић         | ОФК Борац Ибар    | 4           | 0                |
| 35.      | Црна Гора | Јакуб Фазлић        | Ибар              | 4           | 0                |
| 35.      | Црна Гора | Адис Баховић        | ОФК Борац         | 4           | 0                |
| 35.      | Црна Гора | Стефан Цвијовић     | ОФК Борац         | 4           | 0                |
| 35.      | Црна Гора | Александар Раковић  | ОФК Борац         | 4           | 0                |
| 35.      | Црна Гора | Лазар Чепић         | Пљевља            | 4           | 0                |
| 35.      | Црна Гора | Никола Војиновић    | Пљевља            | 4           | 0                |
| 35.      | Црна Гора | Никола Томовић      | Полимље           | 4           | 2                |
| 44.      | Црна Гора | Павле Секулић       | Брсково           | 3           | 0                |
| 44.      | Црна Гора | Ерик Селимај        | Гусиње            | 3           | 0                |
| 44.      | Црна Гора | Мирза Хот           | Ибар              | 3           | 0                |
| 44.      | Црна Гора | Филип Ћеранић       | Комови            | 3           | 0                |
| 44.      | Црна Гора | Мерил Мусић         | Комови            | 3           | 1                |
| 44.      | Црна Гора | Милош Шћекић        | Полимље ОФК Борац | 3           | 0                |
| 44.      | Црна Гора | Демир Сијарић       | ОФК Борац         | 3           | 0                |
| 44.      | Црна Гора | Џенис Фератовић     | ОФК Гусиње        | 3           | 0                |
| 44.      | Црна Гора | Дрилон Ругова       | ОФК Гусиње        | 3           | 0                |
| 44.      | Црна Гора | Емил Адровић        | Петњица           | 3           | 0                |
| 44.      | Црна Гора | Леон Хоџић          | Петњица           | 3           | 0                |
| 44.      | Јапан     | Хироки Мацумото     | Пљевља            | 3           | 0                |
| 44.      | Црна Гора | Благоје Пејановић   | Пљевља            | 3           | 0                |
| 57.      | Црна Гора | Армен Бошњак        | Брсково           | 2           | 1                |
| 57.      | Црна Гора | Трифун Фуштић       | Брсково           | 2           | 0                |
| 57.      | Црна Гора | Денијал Чекић       | Гусиње            | 2           | 0                |
| 57.      | Црна Гора | Маид Чекић          | Гусиње            | 2           | 0                |
| 57.      | Црна Гора | Џавид Дервишевић    | Гусиње            | 2           | 1                |
| 57.      | Црна Гора | Дарис Клица         | Ибар              | 2           | 0                |
| 57.      | Црна Гора | Белмин Куч          | Ибар              | 2           | 1                |
| 57.      | Црна Гора | Лазар Бојовић       | Комови            | 2           | 0                |
| 57.      | Црна Гора | Милић Лабовић       | Комови            | 2           | 0                |
| 57.      | Црна Гора | Никола Аџић         | ОФК Борац         | 2           | 0                |
| 57.      | Косово    | Адетар Цакај        | ОФК Гусиње        | 2           | 0                |
| 57.      | Црна Гора | Мухамед Колашинац   | ОФК Гусиње        | 2           | 0                |
| 57.      | Црна Гора | Мелид Аговић        | Петњица           | 2           | 0                |
| 57.      | Црна Гора | Мерсид Аговић       | Петњица           | 2           | 0                |
| 57.      | Црна Гора | Денис Муратовић     | Пљевља            | 2           | 0                |
| 57.      | Црна Гора | Урош Чепић          | Пљевља            | 2           | 0                |
| 57.      | Јапан     | Татсуја Инуе        | Пљевља            | 2           | 0                |
| 57.      | Црна Гора | Петар Ђуришић       | Полимље           | 2           | 0                |
| 57.      | Црна Гора | Саша Лабан          | Полимље           | 2           | 0                |
| 57.      | Црна Гора | Милош Оташевић      | Полимље           | 2           | 0                |
| 57.      | Црна Гора | Лука Стијовић       | Полимље           | 2           | 0                |
| 57.      | Црна Гора | Дарко Вучетић       | Полимље           | 2           | 0                |
| 57.      | Црна Гора | Драгослав Вукићевић | Полимље           | 2           | 1                |
| 80.      | Црна Гора | Борислав Раковић    | Брсково           | 1           | 0                |
| 80.      | Црна Гора | Тодор Шекуларац     | Брсково           | 1           | 0                |
| 80.      | Црна Гора | Никола Васовић      | Брсково           | 1           | 0                |
| 80.      | Црна Гора | Јанко Вукадиновић   | Брсково           | 1           | 0                |
| 80.      | Црна Гора | Асмир Бајровић      | Гусиње            | 1           | 0                |
| 80.      | Црна Гора | Веселин Вујачић     | Гусиње            | 1           | 0                |
| 80.      | Црна Гора | Михаило Губеринић   | Ибар              | 1           | 0                |
| 80.      | Црна Гора | Дарис Лубодер       | Ибар              | 1           | 0                |
| 80.      | Црна Гора | Самед Пепић         | Ибар              | 1           | 0                |
| 80.      | Црна Гора | Денис Сутовић       | Ибар              | 1           | 0                |
| 80.      | Црна Гора | Слободан Бакић      | Комови            | 1           | 0                |
| 80.      | Црна Гора | Слободан Рачић      | Комови            | 1           | 0                |
| 80.      | Црна Гора | Божо Радовић        | Комови            | 1           | 0                |
| 80.      | Црна Гора | Славен Шошкић       | Комови            | 1           | 0                |
| 80.      | Црна Гора | Никола Куч          | ОФК Борац         | 1           | 0                |
| 80.      | Црна Гора | Бранко Вуковић      | ОФК Борац         | 1           | 0                |
| 80.      | Црна Гора | Асмир Зејниловић    | ОФК Борац         | 1           | 0                |
| 80.      | Црна Гора | Адел Дамјановић     | ОФК Гусиње        | 1           | 0                |
| 80.      | Црна Гора | Мухамед Хусеиновић  | ОФК Гусиње        | 1           | 0                |
| 80.      | Црна Гора | Адил Муламекић      | ОФК Гусиње        | 1           | 0                |
| 80.      | Црна Гора | Алдин Пировић       | ОФК Гусиње        | 1           | 0                |
| 80.      | Црна Гора | Енвер Радончић      | ОФК Гусиње        | 1           | 0                |
| 80.      | Црна Гора | Сенид Вучетовић     | ОФК Гусиње        | 1           | 0                |
| 80.      | Црна Гора | Адел Адровић        | Петњица           | 1           | 1                |
| 80.      | Црна Гора | Амер Аговић         | Петњица           | 1           | 0                |
| 80.      | Црна Гора | Мелван Ћеман        | Петњица           | 1           | 0                |
| 80.      | Црна Гора | Здравко Дабетић     | Петњица           | 1           | 0                |
| 80.      | Црна Гора | Петар Киселовски    | Петњица           | 1           | 0                |
| 80.      | Црна Гора | Миро Кораћ          | Петњица           | 1           | 1                |
| 80.      | Црна Гора | Филип Бајић         | Пљевља            | 1           | 0                |
| 80.      | Црна Гора | Данијел Боричић     | Пљевља            | 1           | 0                |
| 80.      | Црна Гора | Ервин Цигуљин       | Пљевља            | 1           | 0                |
| 80.      | Црна Гора | Никола Лончар       | Пљевља            | 1           | 0                |
| 80.      | Црна Гора | Божидар Пејановић   | Пљевља            | 1           | 0                |
| 80.      | Црна Гора | Иван Пуповић        | Пљевља            | 1           | 0                |
| 80.      | Црна Гора | Стефан Ростић       | Пљевља            | 1           | 0                |
| 80.      | Црна Гора | Кенан Шуловић       | Пљевља            | 1           | 0                |
| 80.      | Црна Гора | Божо Тошић          | Пљевља            | 1           | 0                |
| 80.      | Црна Гора | Ервин Барјактаревић | Полимље           | 1           | 0                |
| 80.      | Црна Гора | Марко Болевић       | Полимље           | 1           | 0                |
| 80.      | Црна Гора | Момчило Ћулафић     | Полимље           | 1           | 0                |
| 80.      | Црна Гора | Петар Катић         | Полимље           | 1           | 0                |
| 80.      | Црна Гора | Богољуб Коматина    | Полимље           | 1           | 0                |
| 80.      | Црна Гора | Велимир Коматина    | Полимље           | 1           | 0                |
| 80.      | Црна Гора | Менал Малезић       | Полимље           | 1           | 0                |
| 80.      | Црна Гора | Миливоје Михаиловић | Полимље           | 1           | 0                |
| 80.      | Црна Гора | Милован Миловић     | Полимље           | 1           | 0                |
| 80.      | Црна Гора | Небојша Премовић    | Полимље           | 1           | 0                |
| 80.      | Црна Гора | Немања Стешевић     | Полимље           | 1           | 0                |
| 80.      | Црна Гора | Петар Томовић       | Полимље           | 1           | 0                |